# Малинова долина
 Тази статия е за квартала на София.  За жилищния комплекс вижте Малинова долина (жилищен комплекс).  За вилната зона вижте Малинова долина (вилна зона).
„Малинова долина“ е квартал на София, разположен на 7,4 километра южно от центъра на града.
Развил се през втората половина на XX век като малка вилна и промишлена зона по протежение на днешния булевард „Свети Климент Охридски“, към 2024 година той включва и значителна незастроена територия в западната си част. На изток граничи с планирания парк „Въртопо“, на юг Околовръстният път го отделя от квартал „Симеоново“, а на северозапад е жилищният комплекс „Малинова долина“, който, макар и да носи същото име, е по-добре свързан урбанистично със „Студентски град“.

## Архитектура
Кварталът е застроен основно с еднофамилни къщи. Новият план на „Малинова долина“ предвижда строителни норми с по-добри градоустройствени показатели и големи площи за озеленяване. Основна цел на общинската администрация е подобряване състоянието на водоснабдяването и канализацията и уличната мрежа в района.

## Обществени институции и инфраструктура
„Малинова долина“ е предпочитан заради комуникативното си местоположение, бързия и лесен достъп до централната част на София. Кварталът се обслужва от автобусни линии 69, 70, 111 и 123. Тъй като според стария градоустройствен план кварталът бил предвиден за вилна зона на града, той има и голям недостатък – в него няма никакви училища, здравни заведения или детски градини.
Основната сграда на Кармелитски манастир, разположен в квартала, е изградена през 2002 г. През 2013 г. е завършена и църквата „Свети Дух“ към него.

## Улици и произход на имената им
| Път                      | Наречен на                                         | Местоположение |
| ------------------------ | -------------------------------------------------- | -------------- |
| „2“                      | –                                                  | Карта          |
| „3“                      | –                                                  | Карта          |
| „5“                      | –                                                  | Карта          |
| „7“                      | –                                                  | Карта          |
| „Атанас Шопов“           | Атанас Шопов (1855 – 1922), дипломат               | Карта          |
| „Георги Кьосеиванов“     | Георги Кьосеиванов (1884 – 1960), политик          | Карта          |
| „Георги Маджаров“        | Георги Маджаров (1892 – 1925), политик             | Карта          |
| „Евгений Силянов“        | Евгений Силянов (1907 – 1997), журналист           | Карта          |
| „Жак Фардел“             | Жак Фардел (1862 – 1941), швейцарски спортен деец  | Карта          |
| „Иван Кирилов“           | Иван Кирилов (1876 – 1936), писател                | Карта          |
| „Инж. Стоимен Сарафов“   | Стоимен Сарафов (1865 – 1931), инженер             | Карта          |
| „Константин Муравиев“    | Константин Муравиев (1893 – 1965), политик         | Карта          |
| „Константин Попгеоргиев“ | Константин Попгеоргиев (1840 – 1897), революционер | Карта          |
| „Любен Бозев-Силач“      | Любен Бозев (1903 – 1961), щангист                 | Карта          |
| „Марко Цепенков“         | Марко Цепенков (1829 – 1920), фолклорист           | Карта          |
| „Никола Станчев“         | Никола Станчев (1930 – 2009), борец                | Карта          |
| „Околовръстен път“       | –                                                  | Карта          |
| „Проф. Крикор Азарян“    | Крикор Азарян (1934 – 2009), режисьор              | Карта          |
| „Свети Климент Охридски“ | Климент Охридски (840 – 916), духовник             | Карта          |
| „Симеоновско шосе“       | Симеоново, квартал на София                        | Карта          |
| „Станимир Станимиров“    | Станимир Станимиров (1858 – 1943), общественик     | Карта          |
| „Стефан Чапрашиков“      | Стефан Чапрашиков (1874 – 1944), дипломат          | Карта          |
| „Тодор Недков“           | Тодор Недков (1869 – 1950), дипломат               | Карта          |